# Nieuw Athos
Nieuw Athos (Georgisch: ახალი ათონი, Achali Atoni; Abchazisch: Афон Ҿыц, Afon Tsjyts, Russisch: Новый Афон, Novyj Afon) is een plaats met stadsstatus in het district Goedaoeta van de Georgische autonome, maar feitelijk afgescheiden republiek Abchazië. De plaats stond voorheen bekend onder meerdere namen, waaronder Anacopia, Nikopol, Acheisos, Anakopia, Nikopia, Nikofia, Nikopsis, Absara en Psyrtscha. De Grot van Nieuw Athos en het historische een klooster zijn de belangrijkste trekpleisters van Nieuw Athos.

## Geschiedenis
In de 3e eeuw werd de stad genaamd Anacopia gebouwd waar vandaag de dag Nieuw Athos (een verwijzing naar het oude Athos) ligt. Van de toenmalige stad zijn nog ruïnes overgebleven die te bezichtigen zijn. In de 5e eeuw bouwden Georgiërs een vesting op de top van de berg de Iveria. In de dagen van het Byzantijnse Rijk was Anacopia de hoofdstad van het Abchazische vorstendom. Anacopia werd in 1033 door Demetrius afgestaan aan het Byzantijnse Rijk. In 1072 werd de stad echter door Georgië teruggenomen als gevolg van het verlies van het Byzantijnse Rijk bij de Slag bij Manzikert, die de Seltsjoeken wonnen.

## Demografie
Op 1 januari 2023 telde Nieuw Athos 1520 inwoners, een stabiel aantal ten opzichte van de volkstelling van 2011. De stad werd volgens de volkstelling van 2011 in meerderheid door Abchaziërs bewoond (59,6%), gevolgd door Russen (24,0%), Armeniërs (8,1%) en Georgiërs (1,2%). 
In de jaren 1990 verloor Nieuw Athos 70% van de bevolking door het Georgisch-Abchazisch conflict en het uiteenvallen van de Sovjet-Unie. In de Sovjet-periode kende Nieuw Athos een Russische meerderheid.
| Aantal | 3012  | 3597 | 3989  | 3346  | 4310 | 1308 | 1518  | 1520 |  |  |  |  |  |  |
| |       |      |       |       |      |      |       |      |  |  |  |  |  |  |
| Abchaziërs | 5,8%  | -    | 8,3%  | 17,6% | -    | -    | 59,6% | -    |  |  |  |  |  |  |
| Armeniërs | 7,8%  | -    | 11,2% | 16,3% | -    | -    | 8,1%  | -    |  |  |  |  |  |  |
| Georgiërs | 3,6%  | -    | 6,6%  | 6,1%  | -    | -    | 1,2%  | -    |  |  |  |  |  |  |
| Russen | 61,9% | -    | 60,7% | 50,4% | -    | -    | 24,0% | -    |  |  |  |  |  |  |
| Verantwoording data: 1926-2011. Volkstellingen 2003 en 2011, jaaropgave 1 januari 2023. Noot: De Abchazische cijfers vanaf 1994 worden niet erkend door Georgië. |       |      |       |       |      |      |       |      |  |  |  |  |  |  |

## Bezienswaardigheden
Nieuw Athos en omgeving omvat vele bezienswaardigheden, waaronder:
- Vesting op de berg Iveria;
- Ruïnes van de voormalige stad Anacopia;
- Simon de Zeloot-kerk en klooster van Nieuw Athos;
- Datsja van Jozef Stalin;
- Grot van Nieuw Athos;
- Waterval
- Oude verdedigingstoren;
- Oorlogsmuseum.

## Vervoer
Nieuw Athos ligt aan de Georgische S1 / E97, de belangrijkste hoofdroute door Abchazië die de stad in zuidoostelijke richting verbindt met de Abchazische hoofdstad Soechoemi, en in noordwestelijke richting met Goedaoeta, Gagra en de Russische grens bij Leselidze. De spoorlijn Sotsji - Soechoemi komt door Nieuw Athos.

## Foto's

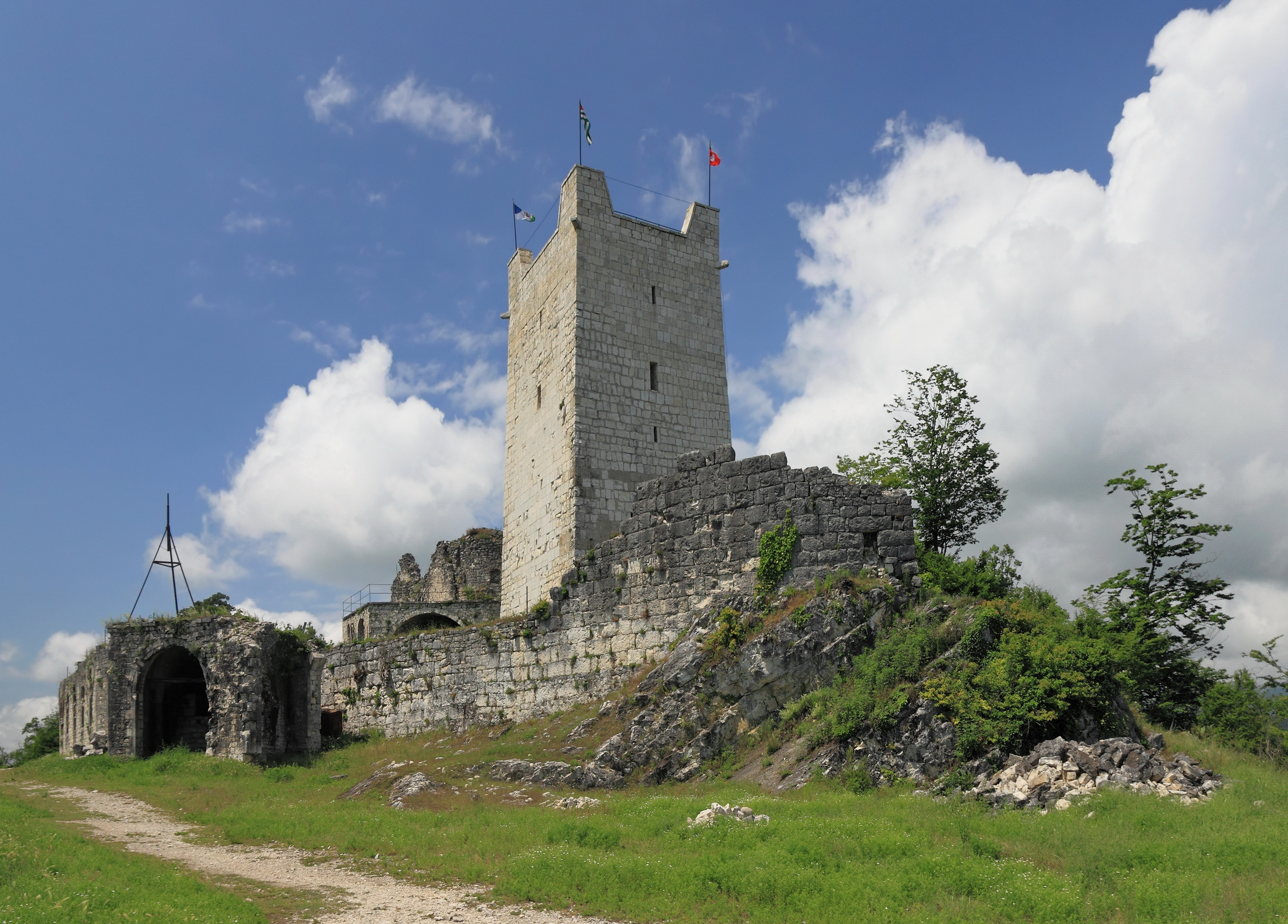
Ruïnes van Anacopia
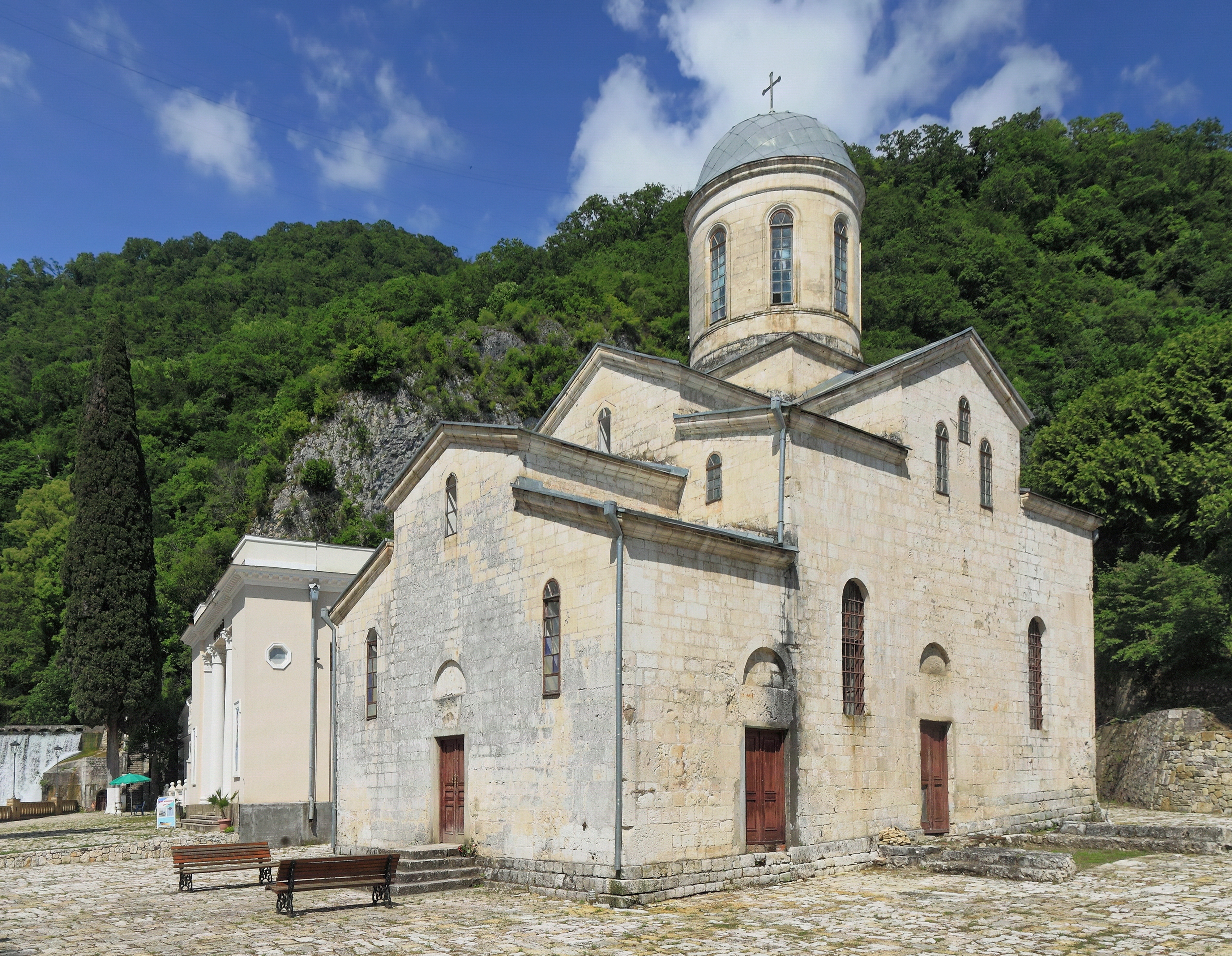
Simon de Zeloot-kerk
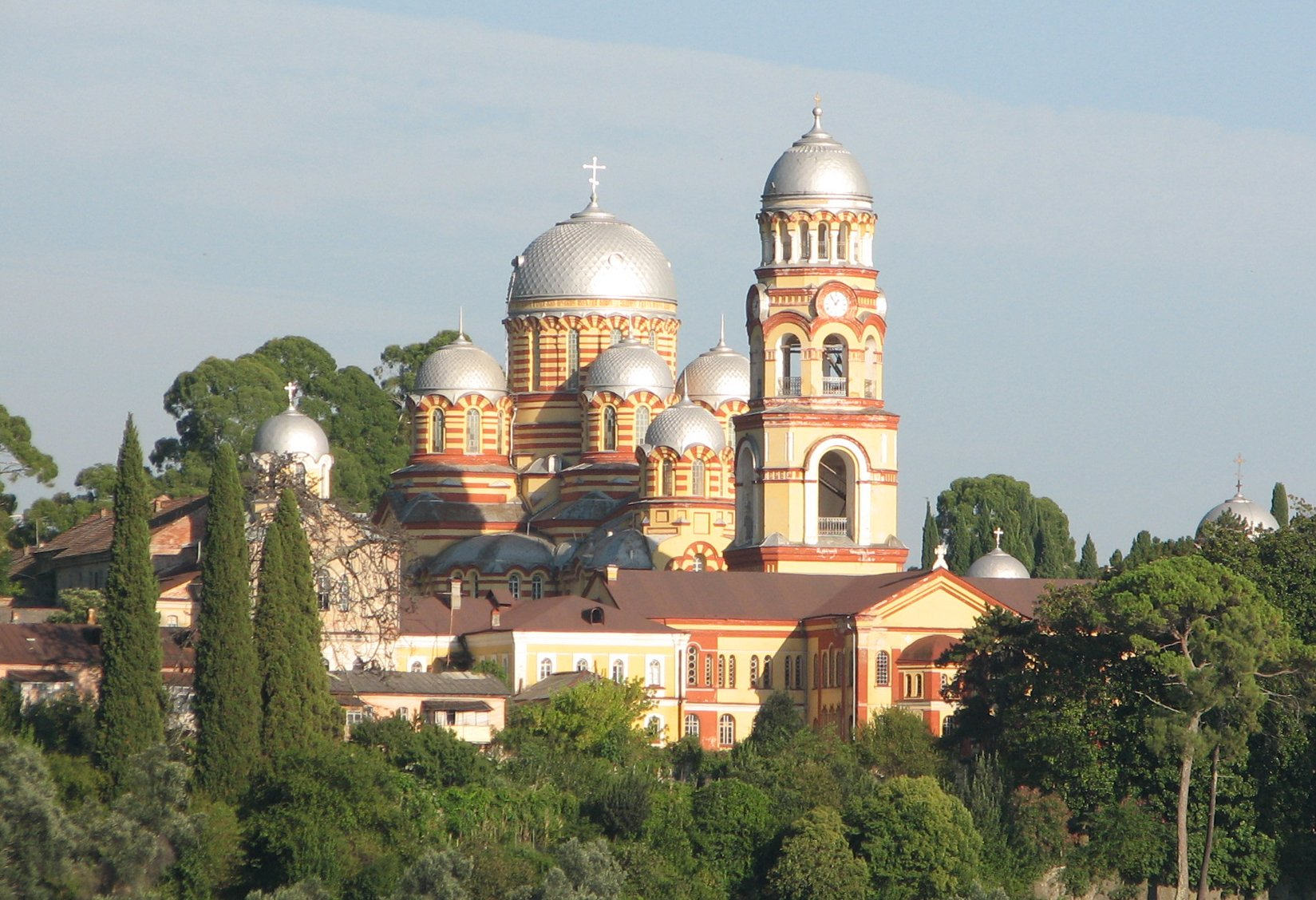
Klooster van Nieuw Athos
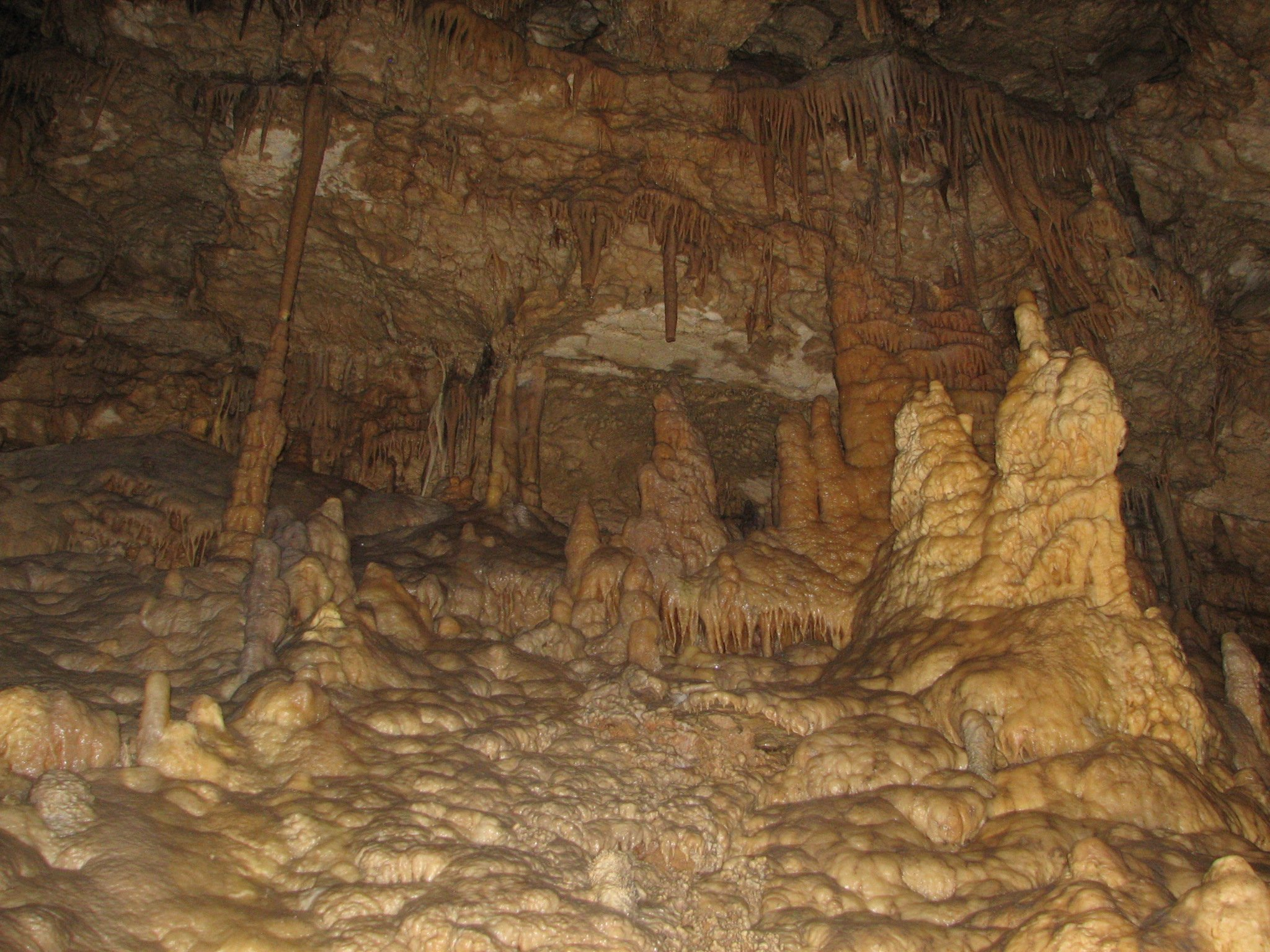
Grot van Nieuw Athos